# Klarebroen
Klarebroen er navnet på den bro, der fører Klaregade over Odense Å til Hunderupvej.
Den har tidligere heddet Langebro.
55°23′33″N 10°23′13″Ø / 55.39245°N 10.38687°Ø
|  | Denne artikel om lokaliteten Klarebroen kan blive bedre, hvis der indsættes et (bedre) billede. Du kan hjælpe ved at afsøge Wikimedia Commons for et passende billede eller lægge et op på Wikimedia Commons med en af de tilladte licenser og indsætte det i artiklen. |